# Pianoconcert nr. 2 (Prokofjev)
Sergej Prokofjev begon met het schrijven van zijn Pianoconcert nr. 2 in g mineur, opus 16 in het jaar 1912 en voltooide het werk in het jaar daarop.

## Geschiedenis
Het tweede pianoconcert ging in première te Pavlovsk op 23 augustus 1913. Prokofjev bespeelde daarbij zelf de piano. Het werk maakte veel indruk. De meer progressieve liefhebber van muziek was zeer te spreken over het concert, terwijl de conservatievere muziekliefhebbers (de liefhebbers van de muziek van Tsjaikovski) erg sceptisch waren voor de moderne klanken. Zij hadden het idee eerder naar chaos te luisteren dan naar een welluidend pianoconcert of hadden het idee dat Prokofjev de spot met ze dreef. Toen het werk nog niet voltooid was liet Prokofjev passages horen aan de componist Nikolaj Mjaskovski. Prokofjev geeft in zijn dagboek te kennen dat Mjaskovski het werk goed vond. Heden ten dage wordt Prokofjev's tweede pianoconcert als een meesterwerk beschouwd.
Prokofjev droeg het werk op ter nagedachtenis aan Max Schmidthof, een bevriende pianist die begin 1913 zelfmoord pleegde. Tijdens het schrijven van het concert werkte Prokofjev ook aan het ballet Ala i Lolli, dat nooit zou worden gepubliceerd. Tijdens de revolutie van 1917 is echter het manuscript van het pianoconcert met alles erop en eraan in een vlammenzee verloren gegaan. Uit diverse schetsen die Prokofiev nog had, heeft hij het werk in 1923 gereconstrueerd. Vandaar dus de vreemde opus aanduiding ten opzichte van pianoconcert nr. 3.
Of de versie zoals we die heden ten dage kennen als Piano Concerto No. 2 veel anders is dan het origineel uit 1913 komen we nooit achter. De ene bron vermeldt dat Prokofiev zo veel veranderd heeft dat je eigenlijk moet spreken van concert nummer vier in plaats van twee, en een andere bron vermeldt dat Prokofiev slechts hier en daar wat veranderd heeft, dus dat het grotendeels gelijk is aan het origineel uit 1913, wat een studiegenoot van Prokofiev ook beweert. Feit is in ieder geval dat zowel de versie van 1913 als die van 1923 niet goed ontvangen werd door het publiek. Men vond het; ‘veel te modern’, ‘veel te ruig’, ‘kubistisch’ (wat dat dan ook moge zijn), ‘schreeuwerig’, ‘het lijkt alsof er een pot inkt over het muziekpapier is gegooid’, ‘m’n kat kan dat ook’ en ga zo maar door. Alle negatieve opmerkingen werden uit de kast gehaald. De enige die in 1913 positief was over het concert, was de kunstcriticus Karatygin. Hij schreef naar aanleiding van de première: “....Het publiek schreeuwde. Maar dat hoort erbij. Over tien jaar zal dit geschreeuw plaats maken voor een unaniem applaus voor Serge Prokofiev, beroemd componist met Europese allure.....” Karatygin heeft gelijk gekregen; vanaf de jaren 50 (20ste eeuw) heeft elke (virtuoze) pianist het op zijn repertoire staan en is het een vaak gespeeld werk op elk pianoconcours.

## Premières
- Eerste versie: 23 augustus 1913 te Pavlovsk. Prokofjev speelde zelf piano Alexander Aslanov dirigeerde.
- Tweede versie: 5 mei 1924 te Parijs. Prokofjev speelde eveneens zelf piano. Sergej Koesevitski dirigeerde.

## Indeling
Het werk bestaat uit vier delen:
1. Andantino-Allegretto
2. Scherzo: Vivace
3. Intermezzo: Allegro moderato
4. Allegro tempestoso

Elk deel is energiek en vergt het uiterste van de pianist. In het eerste deel begint de piano, na een inleiding van twee maten door het orkest, direct met de introductie van de hoofdmelodie in octaven, op een heel gearticuleerde manier. Vrij snel al begint de piano aan een uitgebreide cadens waarin de hoofdmelodie op alle mogelijke manieren gevarieerd wordt en dat uitloopt op een grootse climax waarbij de componist veelvuldig gebruik heeft gemaakt van drie balken om alle noten te kunnen noteren. De moeilijkheid van dit deel – maar in feite geldt dat voor alle delen – is dat Prokofiev de melodie vaak in het middengebied laat spelen en tegelijkertijd de melodie boven en onder door snel passagewerk laat omspelen. De pianist moet bijna een atleet zijn om dat te kunnen doen. Het resultaat klinkt overweldigend. Het orkest heeft een totaal ondergeschikte rol vandaar dat het zo vaak gespeeld wordt op wedstrijden en concoursen; je kunt als pianist laten zien wat je technisch allemaal kunt.
Het Scherzo, deel twee, is een heel snelle perpetuum mobile. De piano begint direct in de eerste maat met snelle zestienden (in een hoog tempo) tot en met de laatste maat waarbij het orkest hier en daar wat aanvult en accentueert. In de pianopartij zit geen enkel ritmisch figuur, alleen maar zestienden en geen enkele rust. Het klinkt briljant, en doet in de verte een beetje denken aan het laatste deel van pianosonate nr. 2 van Frederic Chopin.
Het derde deel, Intermezzo, begint met een luid bombastisch, wagneriaans klinkende ostinaat, gespeeld door cello's, contrabassen, tuba, fagot (allen in het lage register), grote trom en pauken. De ostinaat wordt overgenomen door de piano en gezamenlijk gaat het naar een oorverdovende climax waarbij letterlijk de hele piano wordt gebruikt van het subcontra-octaaf tot en met C’’’’’. Dit deel klinkt het meest morbide.
Het vierde deel - Finale – begint direct in de eerste maat, dubbel forte, in een hoog tempo met een sterk ritmisch figuur voor piano en orkest samen. In het midden zit weer een cadens voor piano die wat rustig begint maar al snel uitloopt op een climax samen met het orkest. Het deel is erg onstuimig en ritmisch. Het doet ook erg polytonaal aan, het lijkt alsof er verschillende toonsoorten door elkaar worden gespeeld met heel veel clusters, maar dat is het niet.